# Porozowo (obwód iwanowski)
Porozowo (ros. Порозово) – wieś w obwodzie iwanowskim.